# Bengt Edberg
Bengt Gunnar Torsten Edberg, född 9 april 1929 i Borås, död 23 februari 2007 i Göteborg, var en svensk ingenjör.
Edberg, som var son till kontorschef Vilhelm Edberg och Isa Sjölander, utexaminerades från tekniska gymnasiet i Borås 1949, från Chalmers tekniska högskola 1953 samt blev teknologie licentiat 1963 och teknologie doktor 1974. Han blev utvecklingsingenjör vid AB CTC 1954, forskningsingenjör på institutionen för textilmekanik vid Chalmers tekniska högskola 1959 och professor i textilteknologi där 1977. Han var sekreterare i Tekniska samfundets i Göteborg avdelning T 1965. Han författade doktorsavhandlingen An Experimental Study of Short Staple Spinning (1974) och artiklar i fackpress.